# Francesc Planell i Riera
Francesc Planell i Riera (l'Havana, 5 de desembre de 1886 - Barcelona, 2 de desembre de 1973) fou un enginyer industrial català. Fou germà del militar i polític Joaquim Planell.
Nascut a Cuba, es va traslladar amb la seva família de jove. El 1908 es llicencià en enginyeria industria. Es va especialitzar en electrotècnia, disciplina que va introduir i desenvolupar a Catalunya. Va treballar a La Industria Eléctrica SA posteriorment anomenada Siemens Industria Eléctrica. Entre 1912 i 1914 també ho feu per la Companyia Barcelonina d'Electricitat, que s'acabava d'integrar a Riegos y Fuerzas del Ebro, i va coincidir amb Carles Montañès. Junts foren els encarregats de la construcció i explotació de la xarxa d'alta tensió i estacions transformadores de Barcelona i rodalia.
 Després d'una estada a la Brown, Boveri & Cie es dedicà a la docència.
Fou catedràtic de l'Escola Industrial de Barcelona en aquell temps ubicada al recinte d'Urgell. Col·laborà amb Esteve Terradas. Fou l'encarregat del muntatge del Laboratori General d'Assaigs i Condicionament, i posteriorment director de l'Institut d'Electricitat i Mecànica Aplicades.
El 1922 va entrar a formar part de l'Acadèmia de Ciències i Arts de Barcelona, que més tard presidí de 1958 a 1961.
El 1924 ingressà al Ferrocarril Metropolità de Barcelona del qual en fou director de 1928 a 1929.
Traduí obres científiques estrangeres i publicà obres sobre electricitat. Entre les seves distincions destaquen la medalla d'or al mèrit electrotècnic (1946), la Gran Creu d'Alfons X el Savi (1967) o la medalla de plata de la ciutat de Barcelona al mèrit científic (1956), entre d'altres.